# Fasa Studio
FASA Studio (przedtem FASA Interactive) – amerykańskie studio produkujące gry komputerowe założone w 1999 roku przez przedsiębiorstwo FASA Corporation. FASA Studio było później częścią Microsoft Game Studios. Jej siedziba mieściła się w Redmond. W 2007 roku studio zostało zamknięte.

## Gry wyprodukowane
- MechCommander (1998)
- MechWarrior 4: Vengeance (2000)
- MechWarrior 4: Mercenaries (2002)
- Crimson Skies: High Road to Revenge (2003)
- Shadowrun (2007)